# Tappetologia
Tappetologia è la scienza che studia i tappeti, la loro storia e tutto il contesto in cui essi vengono prodotti.
Il termine è stato coniato alla fine del XX secolo (anno 1982) da Kurt Zipper (esperto e studioso di tappeti orientali).

## Storia
Durante il corso del XIX secolo si realizzano le prime esposizioni dedicate al tappeto orientale. I primi studi “scientifici” iniziano invece verso la fine del XIX secolo. Nella prima metà del ‘900 alcuni studiosi  pubblicano i primi testi fondamentali per la letteratura tappetologica. A partire dal 1949, con la scoperta del tappeto di Pazyryk, inizia il periodo della moderna tappetologia dove una nuova generazione di studiosi, collezionisti e mercanti danno vita a iniziative come l'istituzione del quadriennale Congresso Mondiale sul Tappeto e la rivista internazionale.